# Agrostophyllum kusaiense
Agrostophyllum kusaiense är en orkidéart som beskrevs av Takasi Tuyama. Agrostophyllum kusaiense ingår i släktet Agrostophyllum och familjen orkidéer. Inga underarter finns listade i Catalogue of Life.